# Armen Djigarkhanian
Armen Djigarkhanian (russe : Армен Борисович Джигарханян) est un acteur arméno-russe, né le 3 octobre 1935 et mort le 14 novembre 2020.

## Biographie
À la fin de ses études secondaires, en 1952, Djigarkhanian tente de passer le concours d'entrée de l'Académie russe des arts du théâtre, mais recalé, il sera contraint de rentrer à Erevan où il trouve le poste d'assistant de caméraman aux studios Armenfilm.
En 1954-1958, il suit un enseignement de l'art dramatique dans la classe d'Armen Goulakian à l'Institut national de théâtre et de cinéma d'Erevan (en). Il monte pour la première fois sur les planches en 1955, dans le spectacle Ivan Rybakov (d'après Viktor Goussev) au Théâtre russe Stanislavski d'Erevan. Il fait ses débuts au cinéma en 1960, dans une production du Studio Beknasarian, où il tient également en 1968 l'un de ses premiers rôles de premier plan, celui de Maître Mukutsch dans le film Le Triangle. Parmi ses rôles notables, on retrouve aussi un fonctionnaire du parti, Mikhaïl Styschni, dans La petite grue cendrée (1969). En 1967, il se produit au Théâtre du Lenkom à Moscou et en 1969 au Théâtre Maïakovski. Pendant la période soviétique, c'est un artiste très occupé, avec environ 160 films à son actif. Il a reçu des prix nationaux de l’État.
Un succès mondial pour Armen Djigarkhanian est en 1981 son rôle d'un ancien tueur nazi, Max Richard, dans Téhéran 43. Dans son rôle de l'assassin fictif de Winston Churchill, Franklin D. Roosevelt et Joseph Staline, il se tient caché - 37 ans plus tard - chez la jeune parisienne Françoise (Claude Jade). Armen Dzhigarkhanyan joue ce rôle de manière convaincante sur deux niveaux de temps (1943 et 1980). Téhéran 43 lui ouvre la voie du cinéma occidental.

## Filmographie partielle
- 1968 : Six juillet (Шестое июля) de Youli Karassik : Proch Prochian
- 1968 : Les Nouvelles Aventures des insaisissables (Новые приключения неуловимых, Novye prikliuchenia neulovimykh) d'Edmond Keossaian : capitaine Ovetchkine
- 1970 : La Mouette (d'après Tchékhov)
- 1972 : Le Quatrième (Четвёртый) de Alexandre Stolper : Guicciardi
- 1974 : Automne (Осень) de Andreï Smirnov : Viktor
- 1975 : Quand arrive septembre (Когда наступает сентябрь) de Edmond Keossaian : Levon Pogossian
- 1977 : Le Chien du jardinier (Собака на сене) de Yan Frid : Tristan
- 1979 : Il ne faut jamais changer le lieu d'un rendez-vous (en russe : Место встречи изменить нельзя)
- 1979 : Yaroslavna, Reine de France (Ярославна, королева Франции) d'Igor Maslennikov
- 1981 : Téhéran 43 (Тегеран-43) de Alexandre Alov et Vladimir Naoumov : Max Richard
- 1983 : Le Fourgon vert (le narrateur - voix off)
- 1988 : La Ville zéro (Город Зеро) de Karen Chakhnazarov
- 1990 : Pasport (Паспорт) de Gueorgui Danielia : Senya
- 1991 : L'Assassin du tsar (Tsareubiytsa) de Karen Chakhnazarov
- 1992 : Le Carré noir (Чёрный квадрат, Chyorny kvadrat) de Youri Moroz : Mihail Georgadze
- 1995 : Chirli-Myrli (Ширли-мырли) de Vladimir Menchov : Parrain
- 1995 : La Fille américaine (Американская дочь) : Ardov
- 1995 : Vacances moscovites (Московские каникулы): le directeur de la compagnie d'aviation
- 1996 : La Reine Margot (Королева Марго, Koroleva Margo) d'Alexandre Mouratov (ru) : Caboche, le bourreau
- 2008 : Sourire du Dieu, ou Histoire à la manière d'Odessa (Улыбка Бога, или Чисто одесская история) : Philippe Olchansky
- 2015 : L'Incroyable Destin de Savva de Maxim Fadeev (voix)

### À la télévision
- 1988 : La Vie de Klim Samguine (Жизнь Клима Самгина) de Viktor Titov (série télévisée en quatorze parties) : Timofei Stepanovitch Varavka, beau-père de Klim Samguine